# Varennes (Viena)
Varennes és un municipi francès situat al departament de la Viena i a la regió de la Nova Aquitània. L'any 2007 tenia 360 habitants.

## Demografia

### Població
El 2007 la població de fet de Varennes era de 360 persones. Hi havia 125 famílies de les quals 24 eren unipersonals (12 homes vivint sols i 12 dones vivint soles), 36 parelles sense fills, 61 parelles amb fills i 4 famílies monoparentals amb fills.
La població ha evolucionat segons el següent gràfic:
Habitants censats

### Habitatges
El 2007 hi havia 147 habitatges, 129 eren l'habitatge principal de la família, 6 eren segones residències i 12 estaven desocupats. 146 eren cases i 1 era un apartament. Dels 129 habitatges principals, 107 estaven ocupats pels seus propietaris i 22 estaven llogats i ocupats pels llogaters; 5 tenien dues cambres, 14 en tenien tres, 38 en tenien quatre i 72 en tenien cinc o més. 116 habitatges disposaven pel capbaix d'una plaça de pàrquing. A 49 habitatges hi havia un automòbil i a 73 n'hi havia dos o més.

### Piràmide de població
La piràmide de població per edats i sexe el 2009 era:
| Homes | Edats   | Dones |
| ----- | ------- | ----- |
| 0     | 95 o +  | 0     |
| 0     | 90 a 94 | 0     |
| 0     | 85 a 89 | 0     |
| 4     | 80 a 84 | 4     |
| 8     | 75 a 79 | 4     |
| 4     | 70 a 74 | 8     |
| 4     | 65 a 69 | 4     |
| 8     | 60 a 64 | 12    |
| 12    | 55 a 59 | 4     |
| 8     | 50 a 54 | 8     |
| 4     | 45 a 49 | 8     |
| 28    | 40 a 44 | 12    |
| 20    | 35 a 39 | 20    |
| 4     | 30 a 34 | 16    |
| 0     | 25 a 29 | 16    |
| 12    | 20 a 24 | 8     |
| 16    | 15 a 19 | 8     |
| 16    | 10 a 14 | 16    |
| 24    | 5 a 9   | 20    |
| 4     | 0 a 4   | 0     |

## Economia
El 2007 la població en edat de treballar era de 230 persones, 175 eren actives i 55 eren inactives. De les 175 persones actives 156 estaven ocupades (92 homes i 64 dones) i 19 estaven aturades (7 homes i 12 dones). De les 55 persones inactives 18 estaven jubilades, 23 estaven estudiant i 14 estaven classificades com a «altres inactius».

### Ingressos
El 2009 a Varennes hi havia 135 unitats fiscals que integraven 364 persones, la mediana anual d'ingressos fiscals per persona era de 16.558 €.

### Activitats econòmiques
Dels 11 establiments que hi havia el 2007, 5 eren d'empreses de construcció, 1 d'una empresa de comerç i reparació d'automòbils, 1 d'una empresa d'hostatgeria i restauració, 1 d'una empresa immobiliària, 2 d'empreses de serveis i 1 d'una empresa classificada com a «altres activitats de serveis».
Dels 5 establiments de servei als particulars que hi havia el 2009, 3 eren guixaires pintors, 1 fusteria i 1 restaurant.
L'any 2000 a Varennes hi havia 21 explotacions agrícoles que ocupaven un total de 756 hectàrees.

## Poblacions més properes
El següent diagrama mostra les poblacions més properes.